# Nederlands kampioenschap dammen vrouwen 2014
Het Nederlands kampioenschap dammen voor vrouwen 2014 vond plaats van woensdag 12 tot en met dinsdag 18 maart 2014 in Zoutelande. Nina Hoekman werd voor de elfde keer Nederlands kampioen.

## Plaatsing
Automatisch geplaatst voor de finale waren Nina Hoekman (winnares van het NK 2013), Leonie de Graag (2e in het NK 2013), Vitalia Doumesh (4e in het NK 2013), en Rianka van Ombergen, de speelster met de hoogste rating (1146) van de overige deelneemsters.
Omdat er een beperkte aantal aanmeldingen was voor de halve finales, is de keus gemaakt  voor het samenvoegen van de halve finales met de finale in één evenement.
Op woensdag 12 maart is het toernooi gestart met de 2 halve finales met elk 5 speelsters. De nummers 1 en 2 uit beide halve finales (Mei-Jhi Wu en Ester van Muijen, resp. Laura Timmerman en Jacqueline Schouten) gingen daarna door naar de finale met 8 speelsters.

## Resultaten
| Nummer |                     | Titel | KNDB-rating | 1  | 2  | 3  | 4 | 5  | 6 | 7 | 8 | Punten | Winst | + Remise | - Remise |
| ------ | ------------------- | ----- | ----------- | -- | -- | -- | - | -- | - | - | - | ------ | ----- | -------- | -------- |
| 1      | Nina Hoekman        | GMIF  | 1350        |    | 0  | 1+ | 2 | 2  | 2 | 2 | 2 | 11     | 5     | 1        | 0        |
| 2      | Vitalia Doumesh     | MIF   | 1209        | 2  |    | 1  | 1 | 1+ | 2 | 1 | 2 | 10     | 3     | 1        | 0        |
| 3      | Mei-Jhi Wu          | MFF   | 1115        | 1- | 1  |    | 2 | 1+ | 0 | 1 | 2 | 8      | 2     | 1        | 1        |
| 4      | Ester van Muijen    |       | 1093        | 0  | 1  | 0  |   | 1  | 1 | 2 | 2 | 7      | 2     | 0        | 0        |
| 5      | Rianka van Ombergen | MMF   | 1146        | 0  | 1- | 1- | 1 |    | 1 | 1 | 2 | 7      | 1     | 0        | 2        |
| 6      | Laura Timmerman     |       | 1047        | 0  | 0  | 2  | 1 | 1  |   | 1 | 1 | 6      | 1     | 0        | 0        |
| 7      | Jacqueline Schouten | MFF   | 1059        | 0  | 1  | 1  | 0 | 1  | 1 |   | 1 | 5      | 0     | 0        | 0        |
| 8      | Leonie de Graag     |       | 1055        | 0  | 0  | 0  | 0 | 0  | 1 | 1 |   | 2      | 0     | 0        | 0        |